# متمم سیزدهم قانون اساسی ایالات متحده آمریکا
اصلاحیه سیزدهم قانون اساسی ایالات متحده (به انگلیسی: Thirteenth Amendment to the United States Constitution) رسماً برده‌داری را برچید و تا همین امروز آن را ممنوع می‌سازد. پیش از تصویب این متمم، برده‌داری هنوز در دو ایالت دیگر همچون دلاویر و کنتاکی قانونی بود اما در تمام ایالات دیگر، برده‌ها با اعمال دولتی و بیانیهٔ رهایی دولت فدرال آزاد شده بودند. آبراهام لینکلن (ناشر بیانیهٔ رهایی) از حامیان این متمم بود. نویسندگان اصلی این متمم جیمز میتچل اشلی (نمایندهٔ اهایو از حزب جمهوری‌خواه در کنگره)، جیمز فالکونر ویلسون (نمایندهٔ آیوا از حزب جمهوری‌خواه در کنگره) و جان بروکس هندرسون (نمایندهٔ میسوری از حزب دموکرات در مجلس سنا) بودند.
اصلاحیه سیزدهم همچنین کنگره آمریکا را قادر می‌سازد قوانینی را علیه قاچاق جنسی و سایر اشکال مدرن برده‌داری تصویب کند. بعضی متمم‌های بعدی نیز در راستای تکمیل کار این بیانیه و در مورد موضوعی مشترک بودند. بیانیهٔ چهاردهم در راستای حمایت حقوق مدنی برده‌های سابق بود و متمم پانزدهم محدودیت‌های نژادی در رأی دادن را ممنوع می‌ساخت.

## متن
بخش ۱: در ایالات متحده یا هر مکان دیگری در حوزه قضایی آن، بردگی و کار اجباری جز به عنوان مجازات جرمی که شخص طبق قانون بدان محکوم شده باشد، مجاز نخواهد بود.
بخش ۲: کنگره با تصویب قوانین مقتضی، قدرت اجرای این اصل را دارا خواهد بود.

- منبع: «قانون اساسی». سفارت مجازی ایالات متحده تهران. ایران. 2013-04-23. بایگانی‌شده از اصلی در ۱۸ اكتبر ۲۰۱۲. دریافت‌شده در 2015-09-14. تاریخ وارد شده در |archive-date= را بررسی کنید (کمک)

## کار اجباری زندانیان
بر اساس قانون اساسی آمریکا، برده‌داری در این کشور غیرقانونی است اما بند اصلاحیه سیزدهم، اجازه می‌دهد تا زندانیان به خاطر جرایمی که مرتکب شده‌اند، وادار به کار اجباری شوند.

## نگارخانه

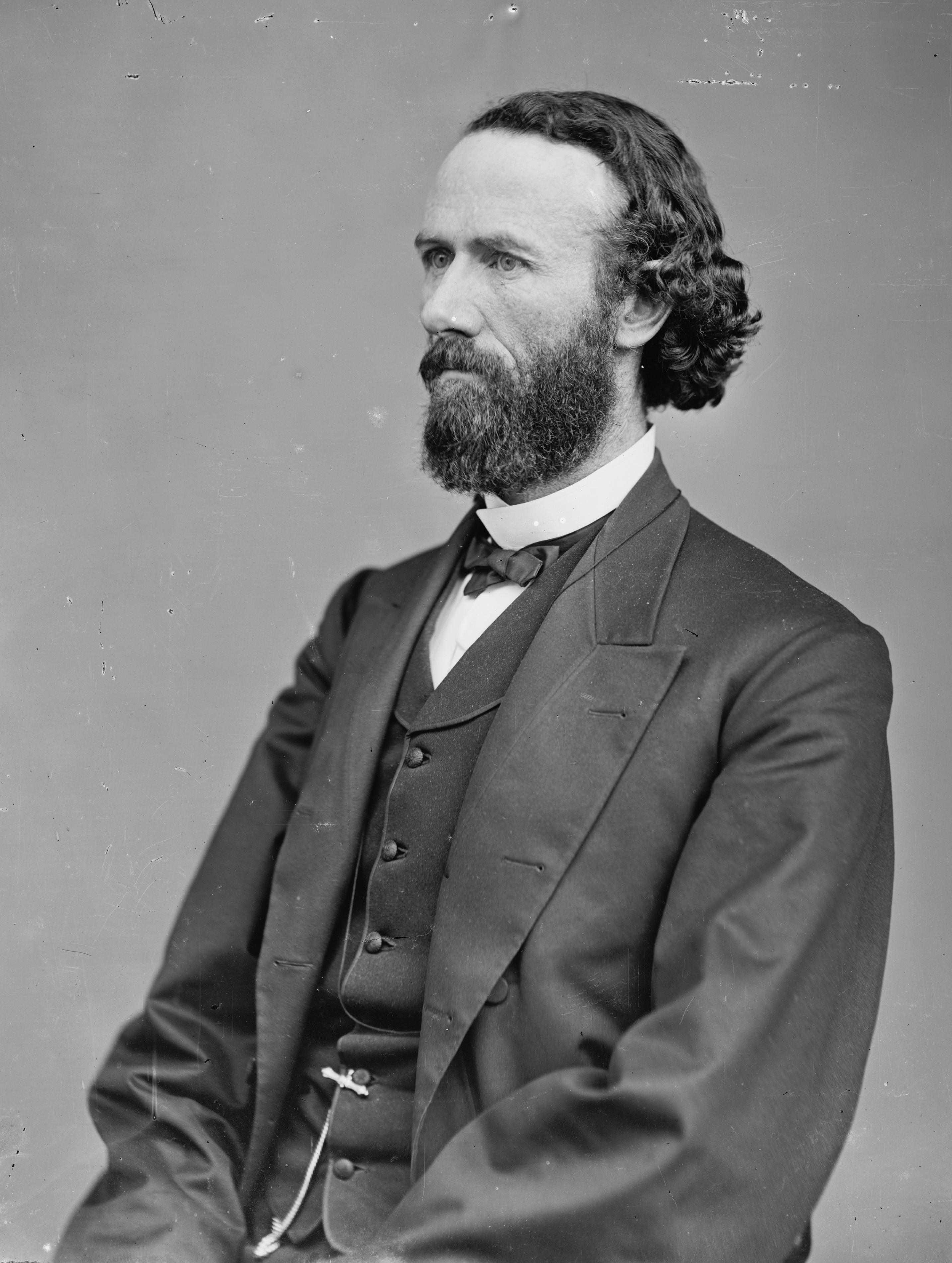
جان بروکس هندرسون، سناتور ایالت میزوری: نویسنده متمم سیزدهم